# Smallwood (Nowy Jork)
Smallwood – jednostka osadnicza w Stanach Zjednoczonych, w stanie Nowy Jork, w hrabstwie Sullivan.